# Gloria (nome)
Gloria  è un nome proprio di persona italiano femminile.

## Varianti
- Femminili: Glori[3]
- Maschili: Glorio[3], Glori[3]

### Varianti in altre lingue
- Catalano: Gloria[4]
- Inglese: Gloria[1], Glory[5]
  - Alterati: Gloriana[6]
- Polacco: Gloria[1]
- Portoghese: Gloria[1]
- Spagnolo: Gloria[1][4]
- Tedesco: Gloria[1]

## Origine e diffusione

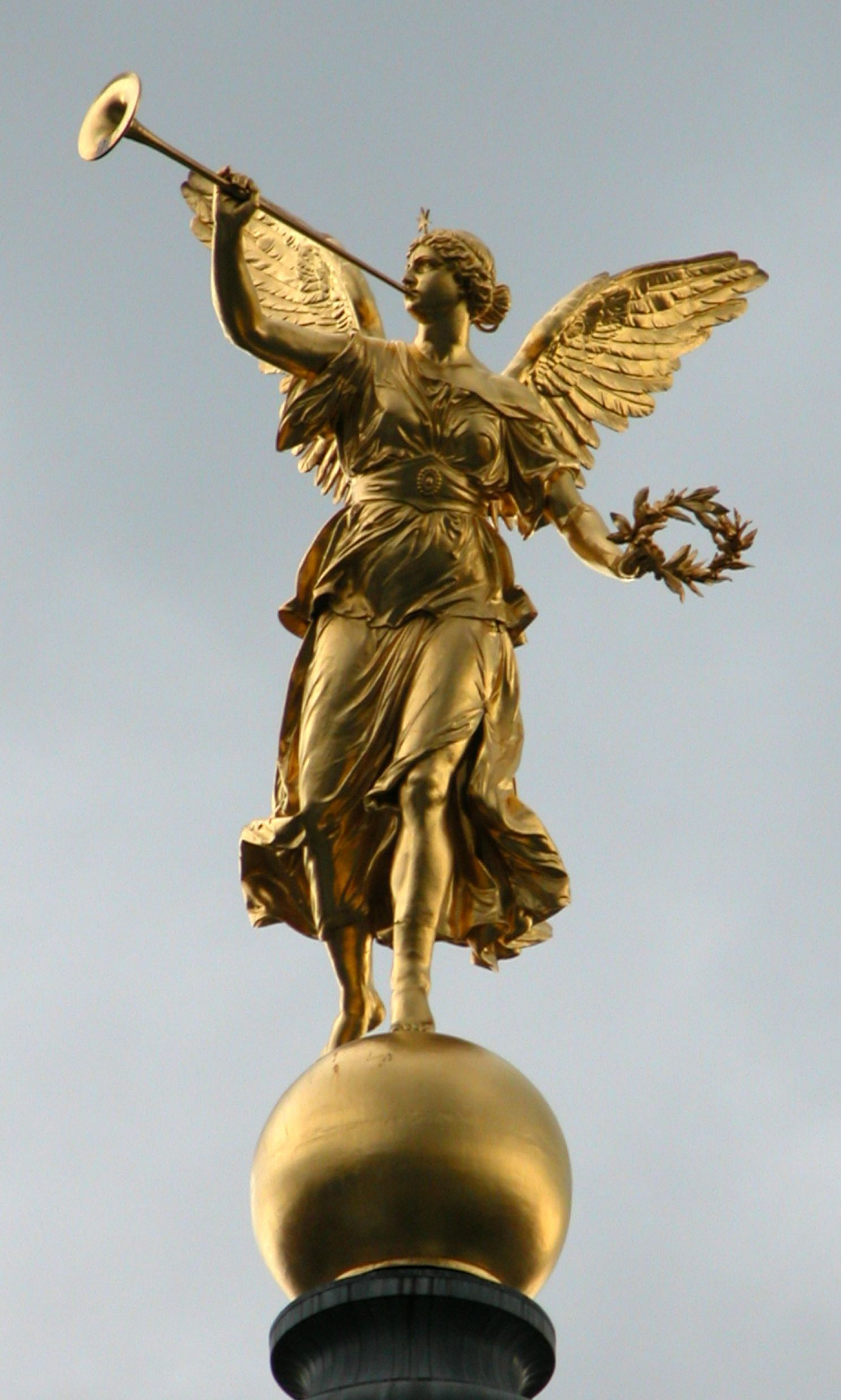
L'allegoria della gloria sul tetto dell'università di arti visuali di Dresda

È basato sul termine latino gloria, che significa "gloria", "fama", "lode universale".
Il nome si è diffuso per varie ragioni; innanzitutto, in ambiti cristiani, è principalmente un riferimento alla gloria divina (come citata in diversi inni liturgici, quali il Gloria in excelsis Deo e il Gloria al Padre), ma anche alla Madonna della Gloria (uno degli appellativi della Vergine Maria); vi è poi l'accezione augurale, con la quale è in uso dal Medioevo. Più recenti sono le motivazioni laico-patriottiche, con riferimento ai fratelli Cairoli che, nel 1867, combatterono nello scontro di Villa Glori. 
Il nome venne usato nel romanzo di E. D. E. N. Southworth del 1891 Gloria, seguito dall'opera di George Bernard Shaw del 1898 Non si sa mai. Ulteriore spinta alla sua diffusione venne data, agli inizi del XX secolo, dalla notorietà dell'attrice Gloria Swanson.
In Italia è usato quasi solamente nella forma "Gloria", anche se conta una manciata di rare varianti, anche maschili; è maggiormente attestato al Nord, e ancor di più in Toscana. La forma inglese Gloriana è un'elaborazione dell'originale, e venne usata da Edmund Spenser nella sua opera La regina delle fate per il personaggio basato sulla regina Elisabetta.

## Onomastico
Si tratta di un nome adespota, che cioè non ha santa patrona: l'onomastico ricade pertanto il 1º novembre, festa di Ognissanti. In alcuni paesi sono presenti degli onomastici laici: ad esempio, in Polonia il 13 maggio e in Cile il 2 luglio.

## Persone

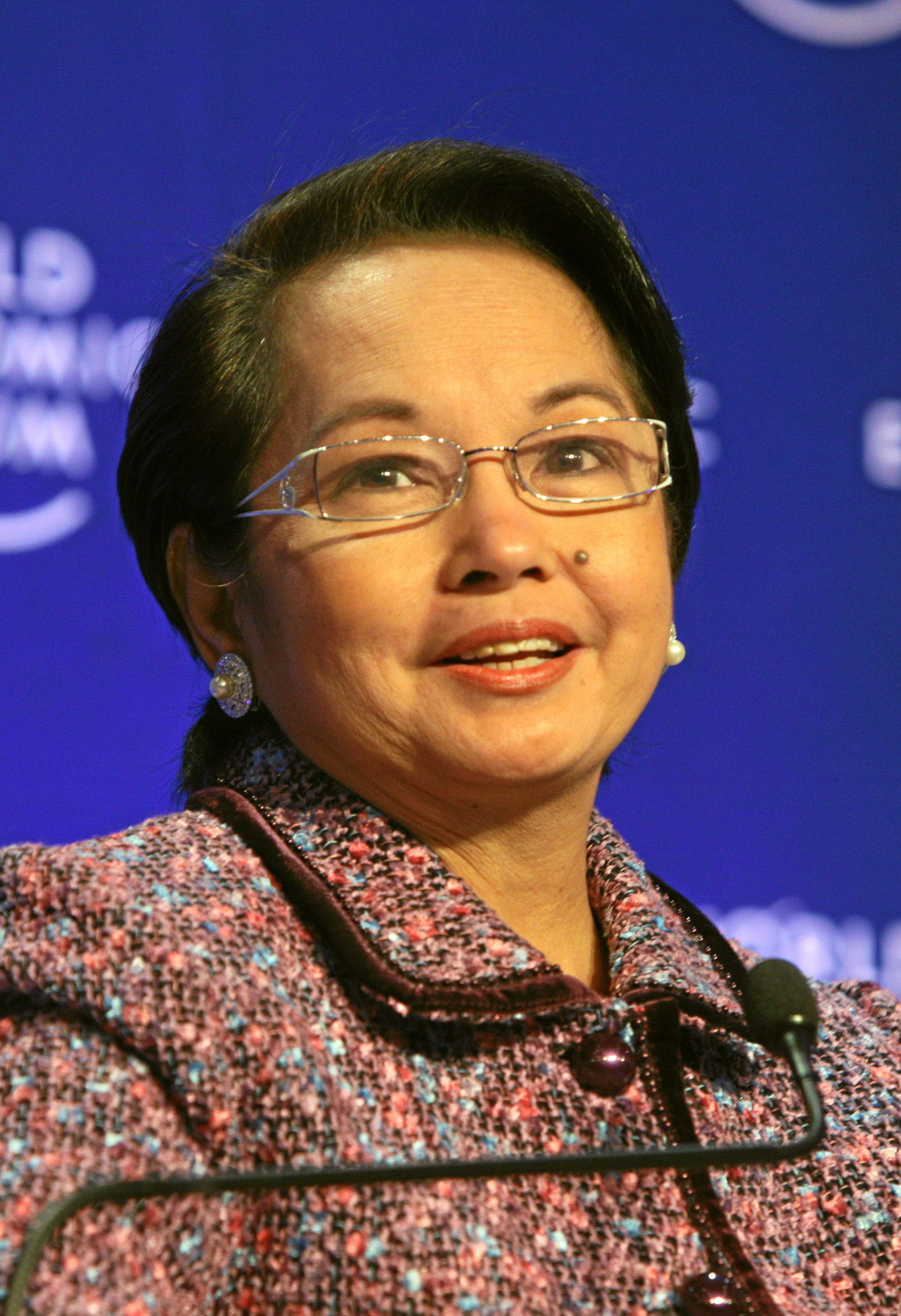
Gloria Macapagal-Arroyo

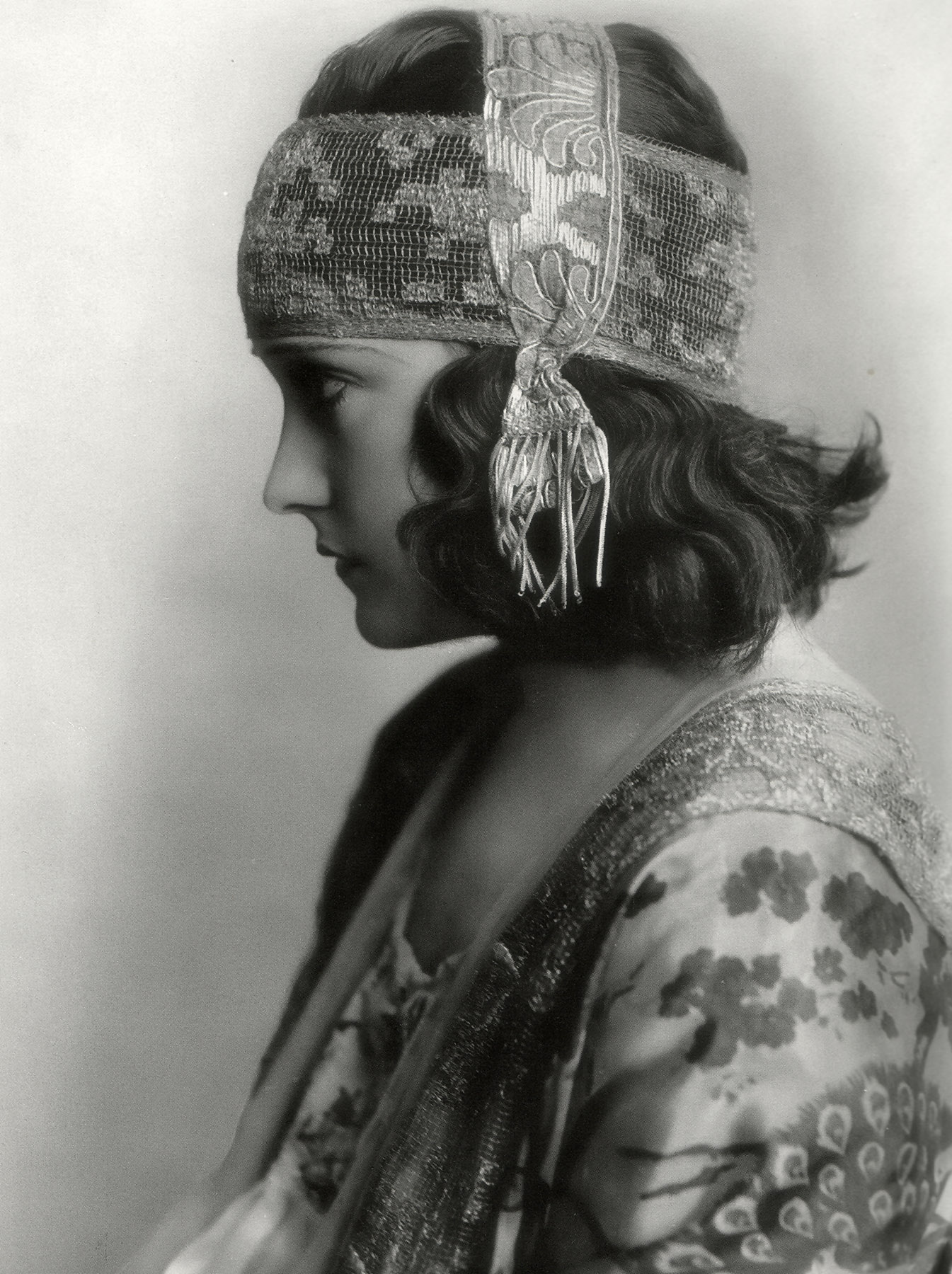
Gloria Swanson

- Gloria di Schönburg-Glauchau, principessa consorte dei Thurn und Taxis
- Gloria Carrá, attrice argentina
- Gloria Christian, cantante italiana
- Gloria DeHaven, attrice statunitense
- Gloria Maria Diaz, modella e attrice filippina
- Gloria Estefan, cantante statunitense
- Gloria Gaynor, cantante statunitense
- Gloria Grahame, attrice statunitense
- Gloria Guida, attrice e cantante italiana
- Gloria Hendry, attrice e modella statunitense
- Gloria Hooper, atleta italiana
- Gloria Jones, cantautrice statunitense
- Gloria Macapagal-Arroyo, politica filippina
- Gloria Negrete McLeod, politica e rettore statunitense
- Gloria Paul, attrice, cantante e danzatrice britannica
- Gloria Reuben, attrice canadese
- Gloria Stuart, attrice statunitense
- Gloria Swanson, attrice statunitense
- Gloria Trevi, cantante messicana

### Variante Glory
- Glory Alozie, atleta nigeriana naturalizzata spagnola
- Glory Johnson, cestista statunitense

## Il nome nelle arti
- Gloria Chaney è un personaggio del film del 1993 Mrs. Doubtfire - Mammo per sempre, diretto da Chris Columbus.
- Gloria Delgado-Pritchett è un personaggio della serie televisiva Modern Family.
- Gloria Hodge è un personaggio della serie televisiva Desperate Housewives.
- Gloria Moreau è un personaggio della soap opera Il paradiso delle signore.
- Gloria Santini è un personaggio della soap opera CentoVetrine.
- Gloria Trillo è un personaggio della serie televisiva I Soprano.
- Gloria è un personaggio dell'album 21st Century Breakdown dei Green Day.
- Gloria è un personaggio del film Madagascar.
- Gloria è una canzone di Umberto Tozzi.